# Walter Max Kraus
Walter Max Kraus (ur. 25 sierpnia 1889 w Nowym Jorku, zm. 18 sierpnia 1944) – amerykański lekarz neurolog i psychiatra. Syn Maxa Williama i Carrie May (z domu Adler). Studiował na Harvard University i w Johns Hopkins School of Medicine, tytuł doktora medycyny otrzymał w 1913 roku. Uczył neurologii w Cornell Medical School.